# Coppa delle Coppe dell'AFC 1994-1995
La Coppa delle Coppe dell'AFC 1994-1995 è stata la 5ª edizione della torneo riservato alle squadre vincitrici delle coppe nazionali asiatiche.

## Squadre partecipanti
Il numero di squadre partecipanti è 21, escludendo i vincitori della coppa nazionale pakistana, inizialmente iscrittisi e in seguito ritiratisi dalla competizione.
- Al-Ittihad
- Al-Muharraq
- ABDB
- Al-Shabab
- Yokohama Flügels
- Al-Faisaly
- Instant Dict
- East Bengal
- Gelora Dewata
- Jonoob Ahvaz
- Taraz

- Alay Osh
- Al-Bourj
- Kuala Lumpur
- Club Lagoons
- Al-Oruba
- Renown
- Ravshan
- Merw
- Paxtakor
- Quảng Nam Đà Nẵng

## Risultati

### Turno preliminare

#### Asia centrale
| Squadra  | P.ti | G | V | P | S | RF | RS | DR  |
| -------- | ---- | - | - | - | - | -- | -- | --- |
| Taraz    | 12   | 4 | 4 | 0 | 0 | 27 | 3  | +24 |
| Paxtakor | 9    | 4 | 3 | 0 | 1 | 19 | 4  | +15 |
| Merw     | 6    | 4 | 2 | 0 | 2 | 5  | 13 | -8  |
| Ravšan   | 3    | 4 | 1 | 0 | 3 | 3  | 19 | -16 |
| Alaj Oš  | 0    | 4 | 0 | 0 | 4 | 3  | 18 | -15 |

| Taraz 25 luglio 1994 | Ravshan | 0 – 10 | Paxtakor |  |

| Taraz 25 luglio 1994 | Taraz | 8 – 1 | Alay Osh |  |

| Taraz 27 luglio 1994 | Alay Osh | 1 – 3 | Merw |  |

| Taraz 27 luglio 1994 | Taraz | 3 – 0 | Paxtakor |  |

| Taraz 29 luglio 1994 | Paxtakor | 5 – 1 | Alay Osh |  |

| Taraz 29 luglio 1994 | Merw | 1 – 0 | Ravshan |  |

| Taraz 31 luglio 1994 | Paxtakor | 4 – 0 | Merw |  |

| Taraz 31 luglio 1994 | Taraz | 8 – 1 | Ravshan |  |

| Taraz 2 agosto 1994 | Alay Osh | 0 – 2 | Ravshan |  |

| Taraz 29 luglio 1994 | Merw | 1 – 8 | Taraz |  |

#### Asia orientale
| Squadra      | P.ti | G | V | P | S | RF | RS | DR |
| ------------ | ---- | - | - | - | - | -- | -- | -- |
| Renown       | 2    | 1 | 1 | 0 | 0 | 2  | 1  | +1 |
| East Bengal  | 2    | 2 | 1 | 0 | 1 | 5  | 2  | +3 |
| Club Lagoons | 0    | 1 | 0 | 0 | 1 | 0  | 4  | -4 |

| Colombo 3 agosto 1994 | Renown | – | Club Lagoons |  |

Esito dell'incontro perduto: data la vittoria del Renown nel girone, l'incontro si è risolto con una vittoria da parte della squadra singalese o con un pareggio.
| Colombo 5 agosto 1994 | East Bengal | 4 – 0 | Club Lagoons |  |

| Colombo 7 agosto 1994 | Renown | 2 – 1 | East Bengal |  |

### Primo turno

#### Asia occidentale
| Squadra 1   | Totale | Squadra 2 | Andata | Ritorno |
| ----------- | ------ | --------- | ------ | ------- |
| Al-Qadisiya | 2 - 1  | Al-Oruba  | 2 - 1  | 0 - 1   |
| Al-Faisaly  | [ 2 ]  | Al-Tilal  |        |         |

- Al-Muharraq,  Al-Ittihad,  Al-Sadd,  Al-Bourj,  Al-Shabab,  Jonoob Ahvaz e  Taraz qualificate automaticamente al secondo turno.

#### Asia orientale
| Squadra 1    | Totale | Squadra 2   | Andata | Ritorno |
| ------------ | ------ | ----------- | ------ | ------- |
| Kuala Lumpur | 7 - 1  | ABDB        | 5 - 1  | 2 - 0   |
| TOT          | [ 3 ]  | East Bengal | 4 - 1  |         |

- Renown,  Instant Dict,  Gelora Dewata,  Quảng Nam Đà Nẵng e  Yokohama Flügels qualificate automaticamente al secondo turno.

### Secondo turno

#### Asia occidentale
| Squadra 1    | Totale               | Squadra 2   | Andata | Ritorno |
| ------------ | -------------------- | ----------- | ------ | ------- |
| Al-Muharraq  | 2 - 6                | Al-Ittihad  | 1 - 3  | 1 - 3   |
| Al-Sadd      | [ 4 ]                | Al-Qadisiya | 2 - 0  |         |
| Al-Bourj     | 1 - 5                | Al-Shabab   | 0 - 1  | 1 - 4   |
| Jonoob Ahvaz | 1 - 1 5 - 4 (d.c.r.) | Taraz       | 1 - 0  | 0 - 1   |

#### Asia orientale
| Squadra 1        | Totale | Squadra 2         | Andata | Ritorno |
| ---------------- | ------ | ----------------- | ------ | ------- |
| Renown           | 0 - 6  | Instant Dict      | 0 - 2  | 0 - 4   |
| Yokohama Flügels | [ 5 ]  | East Bengal       |        |         |
| TOT              | 8 - 2  | Quảng Nam Đà Nẵng | 5 - 2  | 3 - 0   |
| Kuala Lumpur     | [ 6 ]  | Gelora Dewata     | 2 - 1  | 0 - 2   |

### Quarti di finale

#### Asia occidentale
| Squadra 1    | Totale         | Squadra 2  | Andata | Ritorno |
| ------------ | -------------- | ---------- | ------ | ------- |
| Al-Sadd      | 0 - 2          | Al-Ittihad | 0 - 0  | 0 - 2   |
| Jonoob Ahvaz | 1 - 1 (g.f.c.) | Al-Shabab  | 0 - 0  | 0 - 1   |

#### Asia orientale
| Squadra 1    | Totale | Squadra 2        | Andata | Ritorno        |
| ------------ | ------ | ---------------- | ------ | -------------- |
| Instant Dict | 3 - 4  | Yokohama Flügels | 2 - 1  | 1 - 3          |
| TOT          | 5 - 3  | Kuala Lumpur     | 2 - 1  | 3 - 2 (d.t.s.) |

### Semifinali
| Squadra 1        | Risultato      | Squadra 2  |
| ---------------- | -------------- | ---------- |
| Yokohama Flügels | 4 - 2          | TOT        |
| Al-Shabab        | 1 - 1 (d.t.s.) | Al-Ittihad |

### Finale per il terzo posto
| Sharjah 22 gennaio 1995                                                                   | Al-Ittihad           | 1 – 1 (d.t.s.) | TOT |  |
| \| \| \| \| \| Jabarti 75’ \| Marcatori \| 86’ Panfak \| \| \| Tiri di rigore 4 – 2 \| \| |                      |                |     |  |
|                                                                                           |                      |                |     |  |
| Jabarti 75’                                                                               | Marcatori            | 86’ Panfak     |     |  |
|                                                                                           | Tiri di rigore 4 – 2 |                |     |  |

### Finale per il primo posto
| Sharjah 22 gennaio 1995                                       | Yokohama Flügels | 4 – 2 (d.t.s.) | Al-Shabab |  |
| \| \| \| \| \| Watanabe 37’, 95’ \| Marcatori \| 74’ Keita \| |                  |                |           |  |
|                                                               |                  |                |           |  |
| Watanabe 37’, 95’                                             | Marcatori        | 74’ Keita      |           |  |